# Luise Walther
Luise Walther (geboren als Luise Charlotte Freiin von Breitschwert am 10. Januar 1833 in Ulm; gestorben am 4. August 1917 in Stuttgart) war eine deutsche Porträtmalerin und Scherenschnittkünstlerin.

## Leben

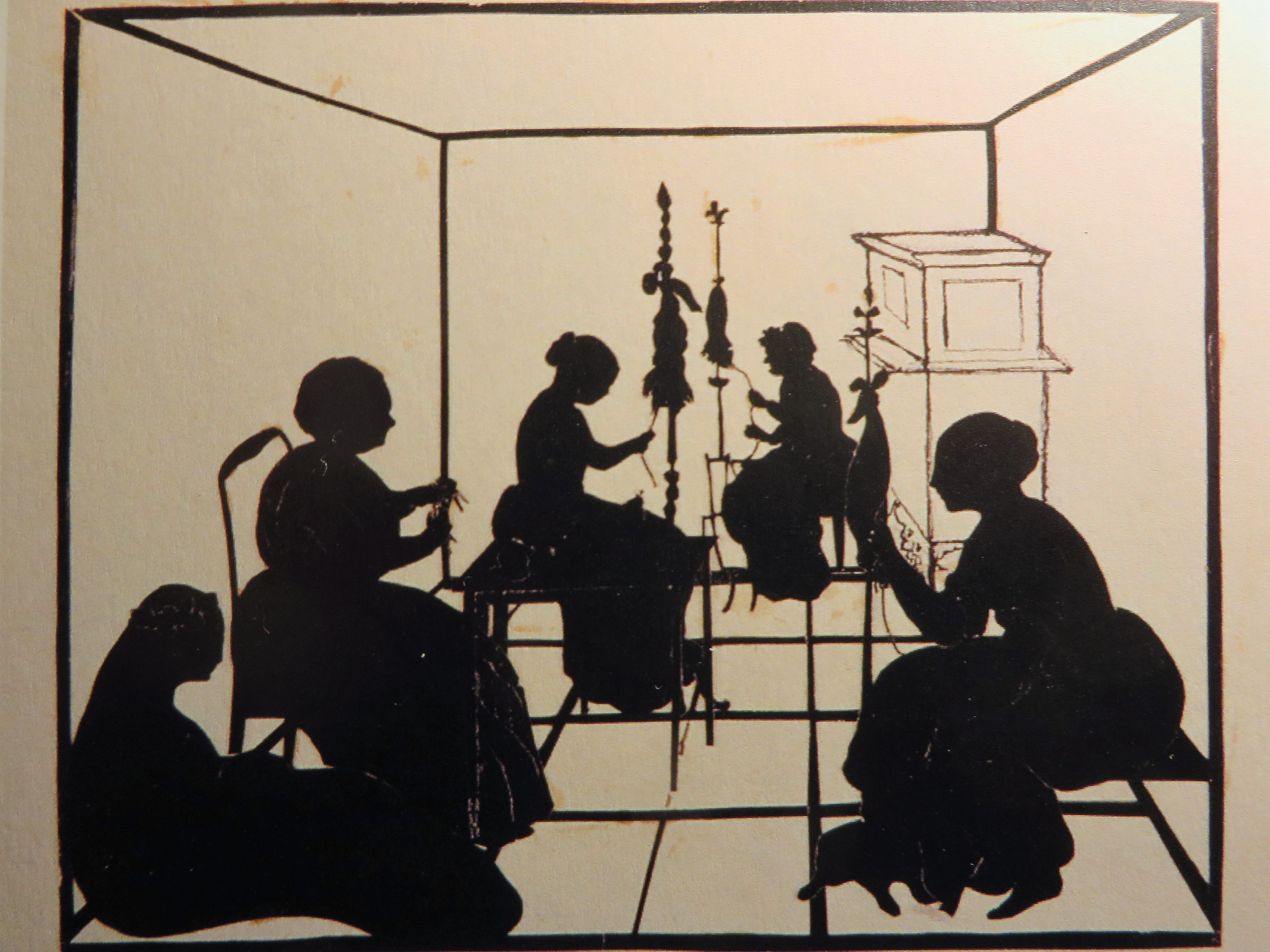
Luise Walther: Der Lichtkarz, 1853

### Jugend
Luise von Breitschwert war eine Tochter des in Ulm tätigen Regierungsrats Gustav von Breitschwert (1798–1837) und seiner Frau Maria Luise (1810–1873), einer Porträtmalerin und Tochter des Mediziners und Naturforschers Carl Friedrich von Kielmeyer. Ihr Vater starb früh, und sie wurde später die Stieftochter von Karl Wolff, dem damaligen Rektor des Königin-Katharina-Stifts in Stuttgart. Von Jugend an war es ihr ein Bedürfnis, sich künstlerisch auszudrücken:

„Wie ich zehn Jahre alt war, zupfte ich einmal in der Schule mein Fließblatt so aus, dass das scharf markierte Profil des Lehrers zum Vorschein kam.“

– Luise von Breitschwert: Meine Silhouetten zu Mörikes Hutzelmännlein

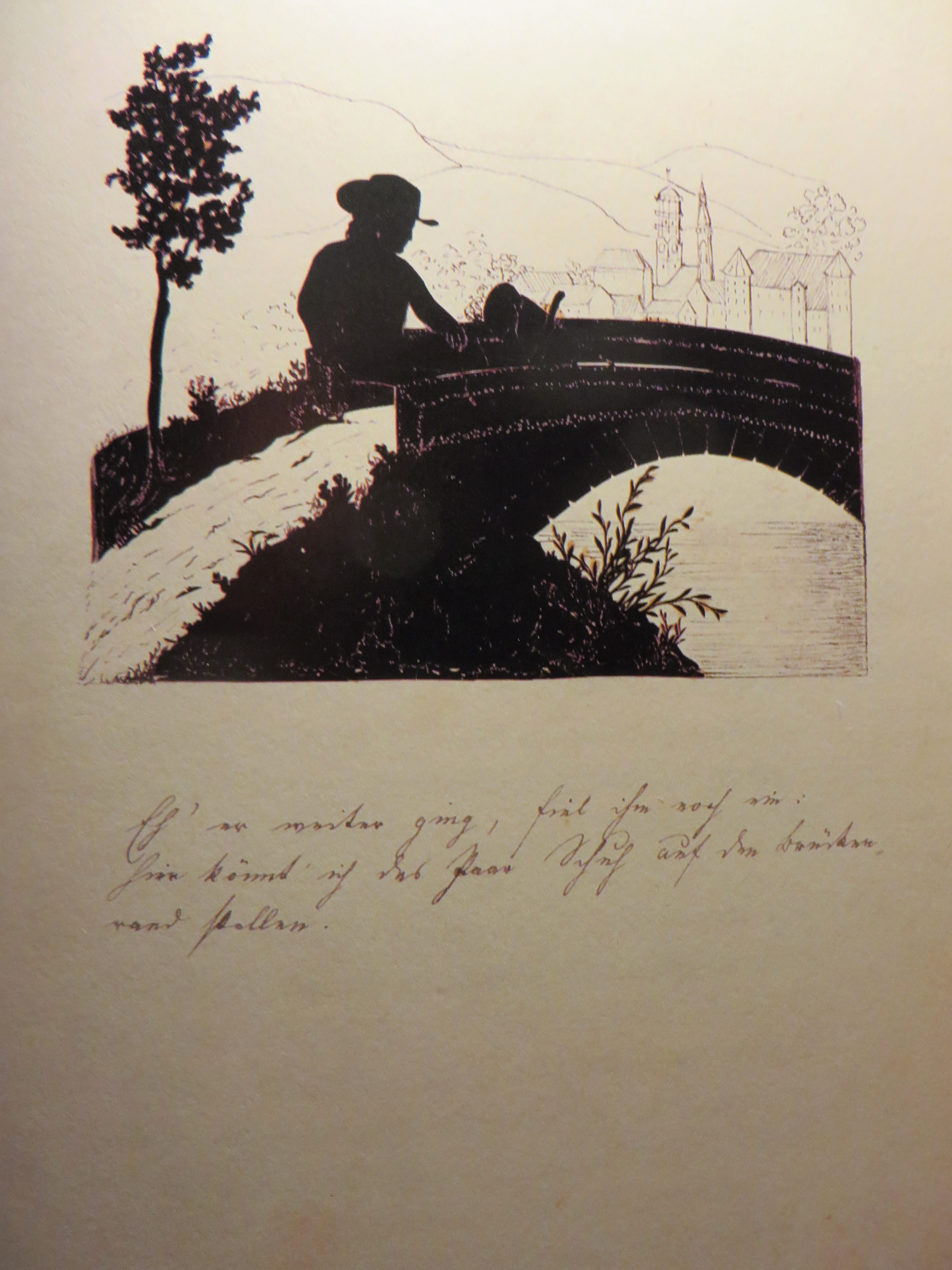
Luise Walther: Seppe und die Zauberschuhe, 1853

Eine künstlerische Ausbildung wurde ihr jedoch verwehrt, wie Johanna Schopenhauer und Luise Duttenhofer vor ihr. Dennoch nahm sie die Schere zur Hand und begann, sich selbst oder die Menschen ihrer Umgebung in Scherenschnitten festzuhalten. Das Deutsche Literaturarchiv Marbach besitzt ein Selbstbildnis in Öl von ihr, das 1858 entstanden ist.

### Bebenhausen und Eduard Mörike
Luise Walther verbrachte ihre Jugend in Bebenhausen, war befreundet mit Eduard Mörike und wurde Patentante von dessen Tochter Fanny. Mörike widmete ihr zur Hochzeit ein Gedicht:

„An Frau Luise Walther
geb. v. Breitschwert, zu ihrem Hochzeitstage 1858
Wie manchen Morgen, frisch und wohlgemut, /
Im lichten Sommerkleid, Feldblumen auf dem Hut, /
Trat sie bei uns, die edle Freundin, ein, /
Und wie sie kam, da war es Sonnenschein!
Als ob sie weiter gar nicht wollte oder wüßte, /
Nur daß sie jedermann zur Freude dasein müßte, /
So lebte sie in klarer Gegenwart, /
Neidlos bei andrer Glück, die Lachende, die Feine; /
Doch heimlich sah ich’s oft in ahnungsvollem Scheine.
Hoch über dieses Scheitels Reine /
Wie einen sel’gen Stern, der seiner Stunde harrt. /
Nun ist’s geschehn! und mit verklärtem Blicke /
Von ihres Lebens Gipfel lächelt sie; /
Es war geschehn, kaum weiß sie selber wie, /
Denn jäh erfüllen sich die himmlischen Geschicke.“

– Eduard Mörike
Am 13. September 1858 heiratete sie den Oberjustizrat Franz Konrad (von) Walther (1818–1878). Nach der Hochzeit zog sie mit ihm nach Ellwangen, später nach Esslingen und Stuttgart. Das Ehepaar hatte drei Töchter namens Clara, Marie und Karoline sowie einen Sohn namens Friedrich.

### Künstlerin
Walther schuf seit 1850 mehrere Tausend Scherenschnitte, viele von bekannten Persönlichkeiten aus Württemberg. Unter anderem erstellte sie Scherenschnitte zu  Mathilde Weber, Emilie Zumsteeg, Pieter-Francis Peters oder August Bassermann. Da sie dem Freundeskreis der Schwäbischen Dichterschule angehörte, erstellte sie auch zahlreiche Scherenschnitte von Ludwig Uhland, Justinus Kerner, Karl Mayer, Friedrich Theodor Vischer, Karl Gerok, Eduard Mörike, Gustav Schwab (1849) und Ottilie Wildermuth (1854).
Illustrationen nach Luise Duttenhofers und Luise Walthers Schnitten finden sich unter anderem im Heinrich-Heine-Hausbuch: Die schönsten Lieder, Gedichte, Reisebilder, Skizzen und Briefe.
Walther trat 1893 dem Verein der Berliner Künstlerinnen (VdBK) bei. Sie beteiligte sich an der ersten Ausstellung des neu gegründeten Württembergischen Malerinnenvereins. Zusammen mit Künstlerkolleginnen des Württembergischen Malerinnenvereins vertrat sie auf der Weltausstellung Chicago 1893 das Königreich Württemberg mit Scherenschnitten. Außerdem trug sie zur Fächerausstellung des Württembergischen Malerinnenvereins 1893 bei. Dafür wählte sie Dichtersilhouetten, die sie mit Blumen umrankte. Die Fächer gehörten zu den „Erinnerungsstücken“, die 2001 im Deutschen Literaturarchiv Marbach ausgestellt wurden. Von 1894 bis 1896 war sie Mitglied im Württembergischen Malerinnenverein.

### Das Stuttgarter Hutzelmännlein
Das Stuttgarter Hutzelmännlein ist ein Märchen von Eduard Mörike. Vor der Veröffentlichung hielt Mörike 1852 in Stuttgart eine Lesung des Manuskripts. Walther war Zuhörerin und erklärte sofort: „Die Leutlein stehen alle so lebendig vor mir, die muss ich ausschneiden!“ Sie überraschte Mörike mit einem Bilderbuch aus 47 geschnittenen Szenen. Mörike antwortete mit den Versen: „O kleine Welt voll Leben! Kenn ich sie?…“. Der Knapp Verlag verwendete im Buch zwei ihrer Szenen. Ansonsten wurden Darstellungen von Moritz von Schwind gedruckt.
Die meisten Szenen stellten ein Kombination aus Scherenschnitten und Federzeichnungen dar. Auch die Scherenschnitte waren zusammengesetzt und hintereinander geklebt. Bei einigen Szenen entwickelte Walther die von Luise Duttenhofer entwickelte Bodenperspektive weiter, so dass der Eindruck einer Guckkastenbühne entsteht. Alle 47 Illustrationen zum Hutzelmännlein wurden erst postum in einem eigenen Buch veröffentlicht.

## Werke

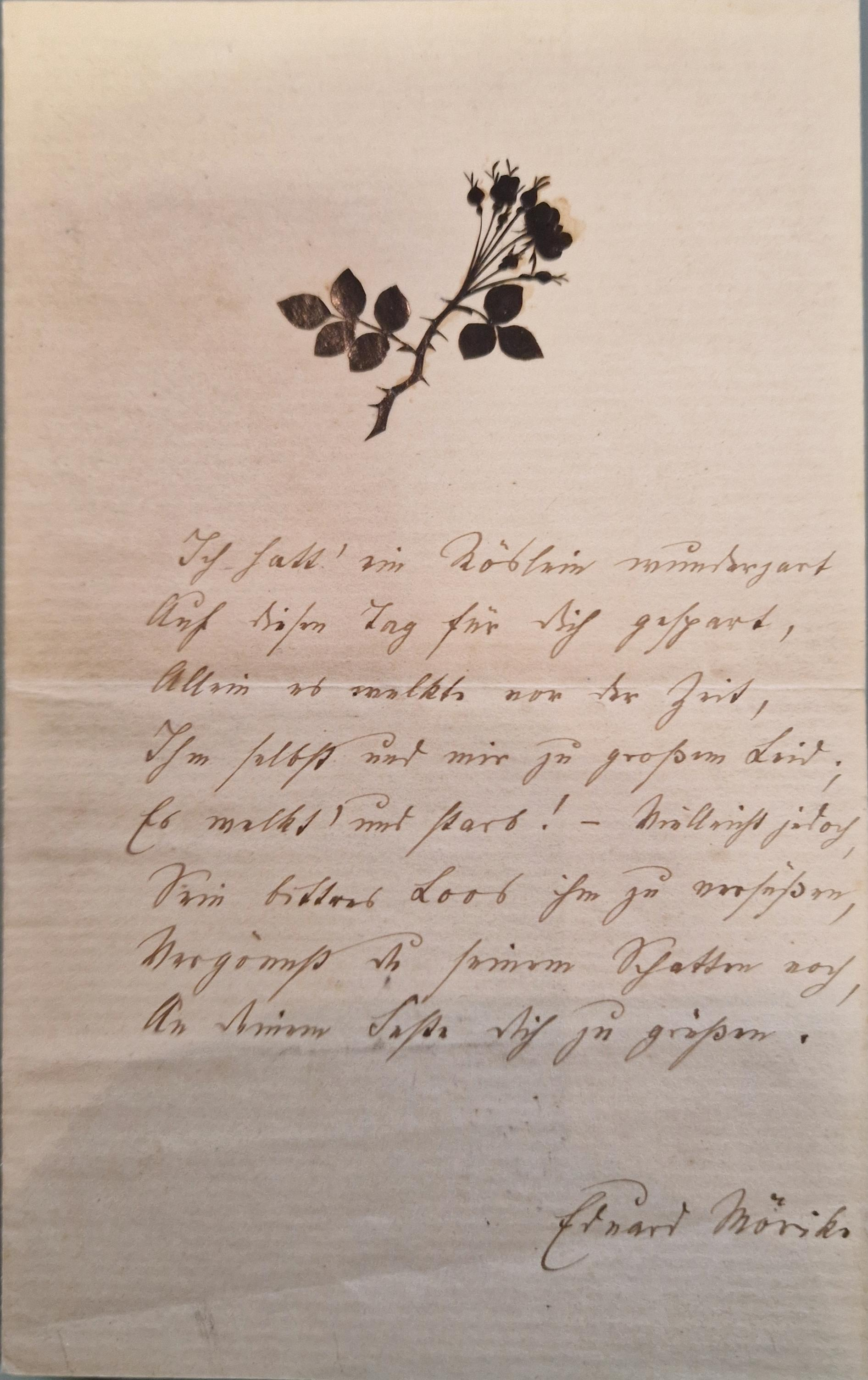
"Ich hatt ein Röslein wunderzart" von Eduard Mörike mit Scherenschnitt von Luise Walther.

Werke von Walther befinden sich im Kernerhaus in Weinsberg und in der Schubartstube des Klosters Blaubeuren. Das Deutsche Literaturarchiv Marbach verwaltet ihren Nachlass mit Briefen und über 4.000 Scherenschnitten. Im Folgenden sind einige bekannte Werke aufgelistet und – soweit bekannt – auch der aktuelle Ort. Außerdem finden sich auf diversen Briefen und Widmungsgedichten ihrer Zeitgenossen kleine Scherenschnitte, die als Zier angebracht wurden, etwa florale Kleinstwerke auf den Geburtstagsgaben von Eduard Mörike.

### Scherenschnitte, Porträts und Fächer
Landesmedienzentrum Baden-Württemberg
- Margarete Mörike als Braut – Scherenschnitt von 1870

Stadtarchiv Stuttgart
- 75 Scherenschnitte und Silhouetten, darunter ein Blatt mit den Silhouetten des Lehrerkollegiums des Katharinenstifts inklusive Eduard Mörike.[16]

Deutsches Literaturarchiv Marbach
- 47 Scherenschnitte zu Mörikes Stuttgarter Hutzelmännlein. Zudem veröffentlicht in Meine Silhouetten zu Mörickes Hutzelmännlein und Die Scherenschnitte zu Mörikes Stuttgarter Hutzelmännlein.
- Lebensgroße Aquarelle von Mörike von 1874, von seiner Schwester Klärchen und von seiner Tochter Fanny jeweils von 1871
- Selbstbildnis in Öl von 1858
- 7 Quarthefte mit 337 Folioblättern mit Duplikaten von Walthers Scherenschnitten,[4][18] darunter viele bekannte Persönlichkeiten Württembergs (Dichter, Künstler, Gelehrte, Fürsten, Staatsmänner) von 1850 bis 1910

Landesarchiv Baden-Württemberg (Staatsarchiv Ludwigsburg)
- 16 Original-Scherenschnitte in einer Mappe mit dem Titel „Katharinenstifts-Köpfe“, darunter – neben dem Rektor und vielen Lehrerinnen und Lehrern – auch Eduard Mörike.[19]

Landesmuseum Württemberg
- Brisé-Fächer von 1894 aus dem Besitz von Königin Charlotte von Württemberg, dessen 2. Lamelle (von vorn links) Walther mit einem Blumenarrangement mit Mohn, Margeriten und Kornblumen bemalte. Vermutlich ein Fächer, der auf der Fächerausstellung des Württembergischen Malerinnenvereins im Württembergischen Kunstverein Stuttgart 1894 ausgestellt wurde.[20][21]

### Scherenschnitte in Publikationen
- Meine Silhouetten zu Mörickes Hutzelmännlein. In: März. Halbjahreszeitschrift für deutsche Kultur. Band 3, 1907, S. 127–134.
- Hanns Wolfgang Rath (Hrsg.): Briefwechsel zwischen Theodor Storm und Eduard Mörike. Mit 25 bisher unveröffentlichten Bildnissen und 17 weiteren Beigaben. Hoffmann, Stuttgart 1919, DNB 576553905. Mit Silhouetten von Walther.[8]
- Aus Mörikes Kreis und Stuttgarter Zeit. 50 Charakterköpfe in bisher meist unveröffentlichten Schattenbildern aus dem Gesamtwerk der Künstlerin ausgewählt von Hanns Wolfgang Rath und mit einer biographischen Einleitung von Friedrich Walther. In: Schriften der Gesellschaft der Mörike-Freunde. Band 3. Carl Friedrich Schulz, Ludwigsburg 1923, DNB 363008098.
- Die Scherenschnitte zu Mörikes Stuttgarter Hutzelmännlein. Mit dem Text des Märchens von Eduard Mörike und den Scherenschnitten von Luise Breitschwert. In: Otto Güntter (Hrsg.): Veröffentlichungen des Schwäbischen Schillervereins. Band 14. Cotta, Stuttgart / Berlin 1932, DNB 578958759.
- Heinrich Heine: Heinrich-Heine-Hausbuch. Die schönsten Lieder, Gedichte, Reisebilder, Skizzen und Briefe. Mit über 230 Illustrationen von Honoré Daumier und anderen  Künstlern der Zeit. Hrsg.: Marianne Bernhard. Gondrom, Bayreuth 1983, ISBN 3-8112-0342-8. Luise Walther war unter den Künstlern.[8]
- Gustav Schwab. 1792–1850. Aus seinem Leben und Schaffen. Eine Chronik. Katalog zur Ausstellung für den 200. Geburtstag von Gustav Schwab im Schiller-Nationalmuseum Marbach zwischen Juni und September 1992; mit Illustrationen von Luise Walther. In: Brigitte Schillbach und Eva Dambacher (Hrsg.): Marbacher Magazin. 2. Auflage. Band 61. Deutsche Schillergesellschaft, Marbach am Neckar 1998, ISBN 978-3-928882-36-1 (Erstausgabe:  1992).[8]